# 駐匈牙利臺北代表處
駐匈牙利臺北代表處，亦稱駐匈牙利代表處，是中華民國政府派駐匈牙利的代表機構。
代表處負責推動臺灣與匈牙利之間的雙邊關係，以及辦理護照、簽證、文件證明等领事相關業務，並提供僑民服務與旅外國人急難救助，功能等同邦交國的大使館。館務轄區為波斯尼亚和黑塞哥维那、科索沃、蒙特內哥羅、羅馬尼亞、塞尔维亚。
匈牙利政府派駐臺灣的代表機構則是匈牙利貿易辦事處（匈牙利語：Magyar Kereskedelmi Iroda）。

## 歷史
1990年4月2日，於首都布达佩斯設立具大使館功能的駐匈牙利臺北商務辦事處（Taipei Trade Office），是中華民國在中、东欧地區的第一個代表機構。
1995年10月，更名為駐匈牙利臺北代表處（Taipei Representative Office, Budapest, Hungary），1996年1月6日正式運作，並陸續設立政務組、領務組、經濟組、新聞組負責相關事務。中華民國經濟部、行政院新聞局並派員合署办公。

## 外部連結
- 駐匈牙利臺北代表處的Facebook、Twitter